# Liste der Anime-Titel/C

## C
| Name                                                                                         | Alternative Namen | Veröffentlichungsjahr | Studio(s)                                 |
| -------------------------------------------------------------------------------------------- | --- | --------------------- | ----------------------------------------- |
| [C] (11 Folgen)                                                                              | C – Control – The Money and Soul of Possibility                                                                                         | 2011 als Fernsehserie | Tatsunoko Production                      |
| C³ (12 Folgen)                                                                               | C³ -シーキューブ-, C³ – Shī Kyūbu | 2011 als Fernsehserie | Silver Link                               |
| Cafe Junkie (2 Folgen)                                                                       | カフェジャンキー | 2008 als OVA          | Suzuki Mirano                             |
| Cage (2 Folgen)                                                                              | カナリヤは籠の中, Kanariya wa Kago no Naka                                                                                              | 2003 als OVA          | Milky                                     |
| Cain – Die Macht der Liebe (4 Folgen)                                                        | めい・king, MeiKing | 1999 als OVA          | FAI, Phoenix Entertainment                |
| California Crisis: Tsuigeki no Juka (eine Folge)                                             | カリフォルニア・クライシス 追撃の銃火, California Crisis: Gun Salvo                                                                     | 1986 als OVA          | Studio Unicorn                            |
| Caligula (12 Folgen)                                                                         | Caligula -カリギュラ-, Caligula – Karigyura, The Caligula Effect                                                                        | 2018 als Fernsehserie | Satelight                                 |
| Calimero (47 Folgen)                                                                         | カリメロ | 1972 als Fernsehserie | Tōei Animation                            |
| ↳ Calimero (52 Folgen)                                                                       | カリメロ | 1992 als Fernsehserie | Tōei Animation                            |
| Call Me Tonight (eine Folge)                                                                 | コール・ミー・トゥナイト | 1986 als OVA          | AIC, C.Moon                               |
| Cambrian (2 Folgen)                                                                          | カンブリアン | 2005 als OVA          | Milky                                     |
| Campione! – Matsuro Wanu Kamigami to Kami Koroshi no Maō (13 Folgen)                         | カンピオーネ! 〜まつろわぬ神々と神殺しの魔王〜                                                                                          | 2012 als Fernsehserie | Diomedéa                                  |
| Campus (2 Folgen)                                                                            | キャンパス | 2000 als OVA          | F.A.I. International, Y.O.U.C.            |
| Can Can Bunny Extra (6 Folgen)                                                               | きゃんきゃんバニーエクストラ | 1996 als OVA          | Pink Pineapple, Triple X                  |
| Canaan (13 Folgen)                                                                           | カナン, 428 the animation | 2009 als Fernsehserie | P.A. Works                                |
| Charlotte (13 Folgen)                                                                        | シャーロット | 2015 als Fernsehserie | P.A. Works                                |
| Canary (eine Folge)                                                                          | カナリア | 2002 als OVA          | Soei Shinsha                              |
| Candidate for Goddess (12 Folgen)                                                            | 女神候補生, Megami Kōhosei | 2000 als Fernsehserie | Xebec, Production I.G                     |
| ↳ Candidate for Goddess (eine Folge)                                                         | 女神候補生, Megami Kōhosei | 2002 als OVA          | Xebec, Production I.G                     |
| Candy Boy (7 Folgen)                                                                         | Candy☆Boy | 2007 als Web-Anime    | AIC                                       |
| Candy Candy (115 Folgen)                                                                     | キャンディ・キャンディ | 1976 als Fernsehserie | Tōei Animation                            |
| ↳ Candy Candy: Haru no Yobigoe                                                               | キャンディ・キャンディ 春の呼び声 | 1978 als Film         | Tōei Animation                            |
| ↳ Candy Candy: Candy no Natsu Yasumi                                                         | キャンディ・キャンディ キャンディの夏休み                                                                                               | 1978 als Film         | Tōei Animation                            |
| ↳ Candy Candy Movie                                                                          | キャンディ・キャンディ | 1992 als Film         | Tōei Animation                            |
| Canvas – Sepia-iro no Motif (2 Folgen)                                                       | Canvas ～セピア色のモチーフ～, Canvas ～Motif of Sepia～                                                                                | 2001 als OVA          | F&C co.                                   |
| ↳ Canvas 2 – Niji-iro no Sketch (24 Folgen)                                                  | Canvas2 ～虹色のスケッチ～, Canvas2 ～Rainbow Coloured Sketch～                                                                         | 2005 als Fernsehserie | Zexcs                                     |
| Capeta (52 Folgen)                                                                           | カペタ, Kapeta | 2005 als Fernsehserie | Studio Comet                              |
| Capricorn (eine Folge)                                                                       | カプリコン, Kapurikon | 1991 als OVA          | Aubec                                     |
| Captain                                                                                      | |                       |                                           |
| ↳ Captain (26 Folgen)                                                                        | キャプテン, Kyaputen | 1980 als Special      | Eiken                                     |
| ↳ Captain (26 Folgen)                                                                        | | 1983 als Fernsehserie | Eiken                                     |
| ↳ Captain                                                                                    | キャプテン, Kyaputen | 1981 als Film         | Eiken                                     |
| Captain Earth (25 Folgen)                                                                    | キャプテン・アース, Kyaputen Āsu | 2014 als Fernsehserie | Bones                                     |
| Captain Future (52 Folgen)                                                                   | キャプテンフューチャー, Kyaputen Fyūchā                                                                                                 | 1978 als Fernsehserie | Tōei Animation                            |
| ↳ Captain Future: Kirei naru Taiyōkei Race (eine Folge)                                      | キャプテンフューチャー 華麗なる太陽系レース, Kyaputen Fyūchā: Kirei naru Taiyōkei Rēsu                                                  | 1978 als Special      | Tōei Animation                            |
| Card Captor Sakura (70 Folgen)                                                               | カードキャプターさくら, Kādo Kyaputā Sakura                                                                                             | 1998 als Fernsehserie | Madhouse                                  |
| ↳ Cardcaptor Sakura – Die Reise nach Hongkong                                                | 劇場版 カードキャプターさくら, Cardcaptors: The Movie                                                                                   | 1999 als Film         | Madhouse                                  |
| ↳ Cardcaptor Sakura – Die versiegelte Karte                                                  | 劇場版 カードキャプターさくら 封印されたカード, Cardcaptor Sakura Movie 2: The Sealed Card                                              | 2000 als Film         | Madhouse                                  |
| ↳ Kero-chan ni Omakase!                                                                      | ケロちゃんにおまかせ！, Leave it to Kero! Theatrical Version                                                                            | 2000 als Kurzfilm     | Madhouse                                  |
| ↳ Suteki desu wa, Sakura-chan! Tomoyo no Cardcaptor Sakura Katsuyaku Video Nikki! (3 Folgen) | すてきですわ、さくらちゃん！ 知世のカードキャプターさくら活躍ビデオ日記！                                                               | 2000 als OVA          | Madhouse                                  |
| ↳ Cardcaptor Sakura: Clear Card (eine Folge)                                                 | カードキャプターさくら クリアカード編, Kādo Kyaputā Sakura: Kuria Kādo-hen                                                              | 2017 als OVA          | Madhouse                                  |
| ↳ Cardcaptor Sakura: Clear Card (22 Folgen)                                                  | カードキャプターさくら クリアカード編, Kādo Kyaputā Sakura: Kuria Kādo-hen, Cardcaptor Sakura – Clear Card Arc                          | 2018 als Fernsehserie | Madhouse                                  |
| Cardfight!! Vanguard (65 Folgen)                                                             | カードファイト!! ヴァンガード, Kādofaito!! Vangādo                                                                                      | 2011 als Fernsehserie | TMS Entertainment                         |
| ↳ Cardfight!! Vanguard: Asia Circuit-hen (39 Folgen)                                         | カードファイト!! ヴァンガード アジアサーキット編, Kādofaito!! Vangādo: Ashia Sākitto Hen                                                | 2012 als Fernsehserie | TMS Entertainment                         |
| ↳ Cardfight!! Vanguard: Link Joker-hen (59 Folgen)                                           | カードファイト!! ヴァンガード リンクジョーカー編, Kādofaito!! Vangādo: Rinku Jōkā Hen                                                   | 2013 als Fernsehserie | TMS Entertainment                         |
| ↳ Cardfight!! Vanguard: Legion Mate-hen (33 Folgen)                                          | カードファイト!! ヴァンガード レギオンメイト編, Kādofaito!! Vangādo: Region Meito Hen                                                   | 2014 als Fernsehserie | TMS Entertainment                         |
| ↳ Cardfight!! Vanguard G (48 Folgen)                                                         | カードファイト!! ヴァンガードG, Kādofaito!! Vangādo G                                                                                   | 2014 als Fernsehserie | TMS Entertainment                         |
| ↳ Cardfight!! Vanguard G: Gears Crisis-hen (26 Folgen)                                       | カードファイト!! ヴァンガードG ギアースクライシス編, Kādofaito!! Vangādo G: Giāsu Kuraishisu-hen                                        | 2015 als Fernsehserie | TMS Entertainment                         |
| ↳ Cardfight!! Vanguard G: Stride Gate-hen (24 Folgen)                                        | カードファイト!! ヴァンガードG ストライドゲート編, Kādofaito!! Vangādo G: Sutoraido Gēto-hen                                            | 2016 als Fernsehserie | TMS Entertainment                         |
| ↳ Cardfight!! Vanguard G Next (52 Folgen)                                                    | カードファイト!! ヴァンガードG NEXT, Kādofaito!! Vangādo G Next                                                                         | 2016 als Fernsehserie | TMS Entertainment                         |
| ↳ Cardfight!! Vanguard G Z (24 Folgen)                                                       | カードファイト!! ヴァンガードG Z, Kādofaito!! Vangādo G Z                                                                               | 2017 als Fernsehserie | TMS Entertainment                         |
| Carnival Phantasm (10 Folgen)                                                                | カーニバル・ファンタズム | 2011 als OVA          | Lerche                                    |
| Carol (eine Folge)                                                                           | | 1990 als OVA          | Animate Film, Magic Bus                   |
| Cartagra – Tsukigurui no Yamai (2 Folgen)                                                    | カルタグラ ツキ狂イノ病 | 2009 als OVA          | Milky                                     |
| Shinzō Ningen Casshern (35 Folgen)                                                           | 新造人間キャシャーン, Shinzō Ningen Kyashān                                                                                             | 1973 als Fernsehserie | Tatsunoko Production                      |
| ↳ Casshern (4 Folgen)                                                                        | キャシャーン, Kyashān | 1993 als OVA          | Tatsunoko Production                      |
| ↳ Casshern Sins (24 Folgen)                                                                  | キャシャーン SINS, Kyashān SINS | 2008 als Fernsehserie | Madhouse                                  |
| Castle Fantasia: Seima Taisen (3 Folgen)                                                     | キャッスルファンタジア 聖魔大戦 | 2003 als OVA          | Milky, Studio e.go!                       |
| Cat Shit One (eine Folge)                                                                    | キャットシットワン, Cat Shit One: The Animated Series                                                                                   | 2010 als Web-Anime    | anima inc.                                |
| Catblue: Dynamite (8 Folgen)                                                                 | キャットブルー ダイナマイト | 2006 als Web-Anime    |                                           |
| CB Chara Nagai Go World (3 Folgen)                                                           | CBキャラ永井豪ワールド | 1991 als OVA          | Triangle Staff                            |
| Cele Kano (eine Folge)                                                                       | セレカノ, My Lover is a Celebrity | 2012 als OVA          | Digital Works                             |
| Cencoroll                                                                                    | センコロール, Senkorōru | 2009 als Kurzfilm     | Atsuya Uki                                |
| Die Champions – Anpfiff für 11 Freunde (58 Folgen)                                           | 蒼き伝説 シュート!, Aoki Densetsu Shūto, Aoki Densetsu Shoot                                                                            | 1993 als Fernsehserie | Tōei Animation                            |
| ↳ Aoki Densetsu Shoot!                                                                       | 蒼き伝説 シュート！ | 1994 als Film         | Tōei Animation                            |
| Chagama Ondo                                                                                 | 茶釜音頭, The Dance of the Chagamas | 1935 als Kurzfilm     |                                           |
| Chaika, die Sargprinzessin (12 Folgen)                                                       | 棺姫のチャイカ, Hitsugi no Chaika | 2014 als Fernsehserie | Bones                                     |
| ↳ Hitsugi no Chaika: Avenging Battle (10 Folgen)                                             | 棺姫のチャイカ AVENGING BATTLE | 2014 als Fernsehserie | Bones                                     |
| Chain Chronicle – Short Anime (8 Folgen)                                                     | チェインクロニクル 〜ショートアニメ〜, Chein Kuronikuru – Shōto Anime                                                                   | 2014 als OVA          | Jūmonji                                   |
| ↳ Chain Chronicle – The Light of Haecceita                                                   | チェインクロニクル 〜ヘクセイタスの閃〜, Chein Kuronikuru – Hekuseitasu no Hikari                                                       | 2016 als Film         | Telecom Animation Film, Graphinica        |
| ↳ Chain Chronicle – The Light of Haecceita (12 Folgen)                                       | チェインクロニクル 〜ヘクセイタスの閃〜, Chein Kuronikuru – Hekuseitasu no Hikari                                                       | 2017 als Fernsehserie | Telecom Animation Film, Graphinica        |
| Chainsaw Man (12 Folgen)                                                                     | チェンソーマン, Chensō Man | 2022 als Fernsehserie | MAPPA                                     |
| Chamebō Shin Gacho: Nomi Fūfu no Shikaeshi no Maki                                           | | 1917 als Kurzfilm     | Nikkatsu                                  |
| Chamebō: Kūkijū no Maki                                                                      | | 1917 als Kurzfilm     | Nikkatsu                                  |
| Chamebō-zu: Uotsuri no Maki                                                                  | | 1917 als Kurzfilm     | Nikkatsu                                  |
| Chance Triangle Session (13 Folgen)                                                          | チャンス トライアングルセッション, Chance Pop Session                                                                                   | 2001 als Fernsehserie | Madhouse                                  |
| Chaos Dragon: Sekiryū Sen’eku (12 Folgen)                                                    | ケイオスドラゴン 赤竜戦役, Keiosu Doragon: Sekiryū Sen’eku                                                                              | 2015 als Fernsehserie | Connect, Silver Link                      |
| Chaos;Head (12 Folgen)                                                                       | CHAOS;HEAD | 2008 als Fernsehserie | Madhouse                                  |
| ↳ Chaos;Child (12 Folgen)                                                                    | CHAOS;CHILD | 2017 als Fernsehserie | Silver Link                               |
| Charady no Joke na Mainichi (365 Folgen)                                                     | キャラディのジョークな毎日, Charady's Daily Joke                                                                                        | 2009 als Fernsehserie |                                           |
| Chargeman Ken! (130 Folgen)                                                                  | チャージマン研！ | 1973 als Fernsehserie | Knack Productions                         |
| Charlotte (14 Folgen)                                                                        | シャーロット, Shārotto | 2015 als Fernsehserie | P.A. Works                                |
| Cheating Craft (12 Folgen)                                                                   | CHEATING CRAFT | 2016 als Fernsehserie | Blade                                     |
| Cheburashka Arere? (26 Folgen)                                                               | チェブラーシカ あれれ? | 2009 als Fernsehserie | GoHands                                   |
| Cheer Danshi!! (12 Folgen)                                                                   | チア男子!!, Chia Danshi!! | 2016 als Fernsehserie | Brain’s Base                              |
| Cherry no Manma (eine Folge)                                                                 | Cherryのまんま | 1988 als OVA          | Visual 80                                 |
| Le Chevalier D’Eon (24 Folgen)                                                               | シェヴァリエ ~Le Chevalier D'Eon~ | 2006 als Fernsehserie | Production I.G                            |
| Chi’s Sweet Home (104 Folgen)                                                                | チーズスイートホーム | 2008 als Fernsehserie | Madhouse                                  |
| ↳ Chi’s Sweet Home: Atarashii Ōchi (104 Folgen)                                              | チーズスイートホーム あたらしいおうち                                                                                                   | 2009 als Fernsehserie | Madhouse                                  |
| Chi-Sui Maru (41 Folgen)                                                                     | ちーすい丸 | 2010 als Fernsehserie |                                           |
| Chibi Devi! (75 Folgen)                                                                      | ちび☆デビ！ | 2011 als Fernsehserie | SynergySP                                 |
| Chibikko Kaiju Yadamon (26 Folgen)                                                           | ちびっこ怪獣ヤダモン | 1967 als Fernsehserie | P Production                              |
| Chibikko Remi to Meiken Kapi                                                                 | ちびっ子レミと名犬カピ, Little Remi and Famous Dog Kapi                                                                                 | 1970 als Film         | Tōei Animation                            |
| Chibikuro Sambo no Tora Taiji                                                                | ちびくろさんぼのとらたいじ | 1956 als Kurzfilm     | Ningyo Eiga Seisaku-jo                    |
| Chibi Maruko Chan (142 Folgen)                                                               | ちびまる子ちゃん, Chibi Maruko-chan | 1990 als Fernsehserie | Nippon Animation                          |
| ↳ Chibi Maruko Chan                                                                          | ちびまる子ちゃん, Chibi Maruko-chan | 1990 als Film         |                                           |
| ↳ Chibi Maruko-chan: Watashi no Suki na Uta                                                  | さくらももこワールド ちびまる子ちゃん わたしの好きな歌, Chibi Maruko-chan: My Favorite Song                                             | 1992 als Film         | Nippon Animation                          |
| ↳ Chibi Maruko Chan (879 Folgen)                                                             | ちびまる子ちゃん, Chibi Maruko-chan | 1995 als Fernsehserie | Nippon Animation                          |
| Chibo (2 Folgen)                                                                             | 痴母, Mother Knows Breast | 2005 als OVA          | Y.O.U.C.                                  |
| Chitchana Yukitsukai Sugar (24 Folgen)                                                       | ちっちゃな雪使いシュガー, Chitchana Yukitsukai Shugā, A Little Snow Fairy Sugar                                                         | 2001 als Fernsehserie | J.C.Staff                                 |
| ↳ Chitchana Yukitsukai Sugar Tokubetsuhen (eine Folge)                                       | ちっちゃな雪使いシュガー特別編, Chitchana Yukitsukai Shugā Tokubetsuhen, Sugar: A Little Snow Fairy Summer Special                      | 2003 als Special      | J.C.Staff                                 |
| Chihayafuru (25 Folgen)                                                                      | ちはやふる | 2011 als Fernsehserie | Madhouse                                  |
| ↳ Chihayafuru 2 (25 Folgen)                                                                  | ちはやふる2 | 2013 als Fernsehserie | Madhouse                                  |
| Chihiros Reise ins Zauberland                                                                | 千と千尋の神隠し, Sen to Chihiro no Kamikakushi                                                                                         | 2001 als Film         | Studio Ghibli                             |
| Chiisana Jumbo                                                                               | 小さなジャンボ, Little Jumbo | 1977 als Kurzfilm     | Sanrio                                    |
| Chiisana Koi no Monogatari - Chichi to Sally Hatsukoi no Shiki (eine Folge)                  | 小さな恋のものがたり チッチとサリー初恋の四季                                                                                           | 1984 als Special      |                                           |
| Chiisana Kyojin Microman (52 Folgen)                                                         | 小さな巨人ミクロマン, The Small Giant, Microman                                                                                         | 1999 als Fernsehserie | Studio Pierrot                            |
| ↳ Chiisana Kyojin Microman: Daigekisen! Microman VS Saikyō Senshi Gorgon                     | 小さな巨人 ミクロマン 大激戦！ミクロマンVS最強戦士ゴルゴン                                                                              | 1999 als Film         | Studio Pierrot                            |
| Chiisana Ojisan (27 Folgen)                                                                  | ちいさなおじさん | 2012 als Fernsehserie | Kachidoki Studio                          |
| Chijoku Kankin - Ochita Tenshi-tachi (eine Folge)                                            | 恥辱監禁 ～堕ちた天使たち～ | 2001 als OVA          | Pink Pineapple                            |
| Chijoku Shinsatsushitsu (2 Folgen)                                                           | 恥辱診察室, Doctor Shameless | 2003 als OVA          | Milky                                     |
| Chikan Densha (2 Folgen)                                                                     | 痴漢電車, Xpress Train | 2003 als OVA          | Y.O.U.C.                                  |
| Chikan Jūnin-tai The Animation (5 Folgen)                                                    | 痴漢十人隊 THE ANIMATION | 2004 als OVA          | Soft On Demand                            |
| Chikan Monogatari (2 Folgen)                                                                 | 痴漢物語, Legend of the Pervert | 2006 als OVA          | Y.O.U.C.                                  |
| Chikanja Thomas (eine Folge)                                                                 | 痴漢者トーマス, Perverted Thomas | 2004 als OVA          |                                           |
| Chikara to Onna no Yononaka                                                                  | 力と女の世の中, Strength, Women, and the Ways of the World                                                                              | 1933 als Kurzfilm     | Masaoka                                   |
| Chikkun Takkun (23 Folgen)                                                                   | チックンタックン | 1984 als Fernsehserie |                                           |
| Chikyū Bōei Kazoku (13 Folgen)                                                               | 地球防衛家族, Earth Defence Family | 2001 als Fernsehserie | Group TAC                                 |
| Chikyū Bōei Kigyō Dai-Guard (26 Folgen)                                                      | 地球防衛企業ダイ・ガード, Earth Defence Enterprise - Dai Guard                                                                          | 1999 als Fernsehserie |                                           |
| Chikyū e…                                                                                    | 地球へ…, Terra e… | 1980 als Film         | Tōei Animation                            |
| ↳ Terra e… (24 Folgen)                                                                       | 地球へ…, Terra e… | 2007 als Fernsehserie | Minamimachi Bugyousho                     |
| Chikyū ga Ugoita Hi                                                                          | 地球が動いた日 | 1997 als Film         | Tama Production                           |
| Chikyū Monogatari Telepath 2500                                                              | 地球物語 テレパス2500 | 1984 als Film         | Tatsunoko Production                      |
| Chikyū SOS Soreike Kororin (26 Folgen)                                                       | 地球SOSそれいけコロリン | 1992 als Fernsehserie |                                           |
| Children Who Chase Lost Voices                                                               | 星を追う子ども, Hoshi o Ou Kodomo | 2011 als Film         | CoMix Wave                                |
| Chinetsu Karte: The Devilish Cherry (2 Folgen)                                               | 恥熱カルテ The Devilish Cherry | 2009 als OVA          | Suzuki Mirano                             |
| Chingo Muchabei (46 Folgen)                                                                  | 珍豪ムチャ兵衛, The Extravagant Muchabei                                                                                                | 1971 als Fernsehserie | Tokyo Movie Shinsha                       |
| Chinkoro Heihei Tamatebako                                                                   | ちんころ平々玉手箱, Chinkoro's Precious Box                                                                                             | 1936 als Kurzfilm     | Chiyogami Eigasha                         |
| Chinmoku no Kantai (eine Folge)                                                              | 沈黙の艦隊, Silent Service | 1995 als Special      | Sunrise                                   |
| ↳ Chinmoku no Kantai (2 Folgen)                                                              | 沈黙の艦隊, Silent Service | 1997 als OVA          | Sunrise                                   |
| Chinpui (112 Folgen)                                                                         | チンプイ | 1989 als Fernsehserie | Production I.G                            |
| ↳ Chinpui: Eri-sama Katsudō Daishashin                                                       | チンプイ ～エリさま活動大写真～ | 1990 als Film         | Shin’ei Dōga                              |
| Chio’s School Road (12 Folgen)                                                               | ちおちゃんの通学路, Chio-chan no Tsūgakuro                                                                                              | 2018 als Fernsehserie | Diomedéa                                  |
| Chirin no Suzu                                                                               | チリンの鈴, Bell of Chirin | 1978 als Film         | Sanrio                                    |
| Chiri mo Tsumoreba Yama to Naru                                                              | | 1917 als Kurzfilm     | Nikkatsu                                  |
| Chironup no Kitsune                                                                          | チロヌップのきつね, Foxes of Chironup                                                                                                   | 1987 als Film         |                                           |
| Chirorin Mura Monogatari (170 Folgen)                                                        | チロリン村物語, Foxes of Chironup | 1992 als Fernsehserie | C&D                                       |
| Chiruran ½ (13 Folgen)                                                                       | ちるらん にぶんの壱, Chiruran Nibunnoichi                                                                                               | 2017 als Fernsehserie | LandQ Studio                              |
| Chitose Get You!! (26 Folgen)                                                                | ちとせげっちゅ！！ | 2012 als Fernsehserie | Silver Link                               |
| Chō Bakumatsu Shōnen Seiki Takamaru (2 Folgen)                                               | 超幕末少年世紀 タカマル, Super 19th Century Boy Takamaru                                                                                | 1991 als OVA          | J.C.Staff, Studio Live                    |
| ↳ Shin Chō Bakumatsu Shōnen Seiki Takamaru (6 Folgen)                                        | 新・超幕末少年世紀タカマル | 1992 als OVA          | J.C.Staff, Studio Live                    |
| Chōdenji Machine Voltes V (40 Folgen)                                                        | 超電磁マシーン ボルテスＶ, Super Electromagnetic Machine Voltes V                                                                       | 1977 als Fernsehserie | Sunrise                                   |
| Chōdenji Robo Combattler V (54 Folgen)                                                       | 超電磁ロボ コンバトラーＶ, Super Electromagnetic Robo Combattler V                                                                      | 1976 als Fernsehserie | Sunrise                                   |
| Chō Henshin Cos ∞ Prayer (8 Folgen)                                                          | 超変身コス∞プレイヤー, The Cosmopolitan Prayers                                                                                         | 2004 als Fernsehserie | IMAGIN, Studio Live                       |
| Chō Jigen Game Neptune The Animation (12 Folgen)                                             | 超次元ゲイム ネプテューヌ The Animation, Hyperdimension Neptunia                                                                        | 2013 als Fernsehserie | David Production                          |
| ↳ Chō Jigen Game Neptune The Animation (eine Folge)                                          | 超次元ゲイム ネプテューヌ THE ANIMATION 約束の永遠, Hyperdimension Neptunia                                                             | 2014 als OVA          | David Production                          |
| ↳ Chō Jigen Game Neptune The Animation: Nepu no Natsuyasumi (eine Folge)                     | 超次元ゲイム ネプテューヌ THE ANIMATION 約束の永遠                                                                                      | 2019 als OVA          | Okuruto Noboru                            |
| ↳ Chō Jigen Game Neptune Hi☆Light (eine Folge)                                               | 超次元ゲイム ネプテューヌ Hi☆Light, Hyperdimension Neptunia Hi☆Light                                                                    | 2020 als Special      | David Production                          |
| Chōjikū Kidan Southern Cross (23 Folgen)                                                     | 超時空騎団サザンクロス, Super Dimensional Cavalry Southern Cross, Robotech                                                              | 1984 als Fernsehserie | Big West, Tatsunoko Production            |
| Chōjikū Seiki Orguss (35 Folgen)                                                             | 超時空世紀オーガス, Super Dimensional Century Orguss                                                                                    | 1983 als Fernsehserie | Studio Nue, Tokyo Movie Shinsha           |
| ↳ Chōjikū Seiki Orguss 02 (6 Folgen)                                                         | 超時空世紀オーガス02, Orguss 02 | 1993 als OVA          | J.C.Staff                                 |
| Chōkidō Densetsu DinaGiga (2 Folgen)                                                         | 超機動伝説ダイナギガ, Super Mobile Legend Dinagiga                                                                                      | 1998 als OVA          | Studio Deen                               |
| Chokin no Susume                                                                             | | 1917 als Kurzfilm     | Nikkatsu                                  |
| Chōkō Tenshi Escalayer (3 Folgen)                                                            | 超昂天使エスカレイヤー, Beat Angel Escalayer                                                                                            | 2002 als OVA          | Chaos                                     |
| Chōkōsoku Galvion (22 Folgen)                                                                | 超攻速ガルビオン, Super High Speed Galvion                                                                                              | 1984 als Fernsehserie | Kokusai Eigasha                           |
| Chōkōsoku Gran Doll (3 Folgen)                                                               | 超光速グランド－ル, Hyper Speed GranDoll                                                                                                | 1997 als OVA          | Zero-G Room                               |
| Chō Kuse ni Narisō (39 Folgen)                                                               | 超くせになりそう, I'll Make a Habit of It                                                                                               | 1994 als Fernsehserie | Studio Kikan                              |
| Chō Shōnen Tanteidan Neo (13 Folgen)                                                         | 超・少年探偵団NEO | 2017 als Fernsehserie | DLE                                       |
| Chōsoku Henkei Gyrozetter (51 Folgen)                                                        | 超速変形ジャイロゼッター | 2012 als Fernsehserie | A-1 Pictures                              |
| Chō Supercar Gattiger (20 Folgen)                                                            | 超スーパーカー ガッタイガー, Super Supercar Gattiger                                                                                    | 1977 als Fernsehserie | Wako Productions                          |
| Chōtokkyū Hikarian (154 Folgen)                                                              | 超特急ヒカリアン, Hikarian - Great Railroad Protector                                                                                   | 1997 als Fernsehserie | Tokyo Kids                                |
| ↳ Denkō Chō Tokkyū Hikarian - Lightning Attack Express (52 Folgen)                           | 電光超特急ヒカリアン LIGHTNING ATTACK EXPRESS, Hikarian: Lightning Attack Express                                                       | 2002 als Fernsehserie | Tokyo Kids                                |
| Chōbatsu Shidō – Gakuen Reijō Kōsei Keikaku (eine Folge)                                     | 懲罰指導 ～学園令嬢更性計画～, Oshioki: Gakuen Reijō Kōsei Keikaku                                                                      | 2011 als OVA          | Celeb                                     |
| Chōbatsu Yobikō (2 Folgen)                                                                   | 懲罰予備校, Bondage 101, Discipline Prep School                                                                                         | 2004 als OVA          | Y.O.U.C.                                  |
| Chobits (24 Folgen)                                                                          | ちょびっツ, Chobittsu | 2002 als Fernsehserie | Madhouse                                  |
| ↳ Chobits (3 Folgen)                                                                         | Chobits Folge 9, 18 und 27 | 2002 als OVA          | Madhouse                                  |
| Chocchan Monogatari                                                                          | チョッちゃん物語, Chocchan's Story | 1996 als Film         | Triangle Staff                            |
| Chocolat no Mahō (13 Folgen)                                                                 | ショコラの魔法, The Magic of Chocolate                                                                                                  | 2011 als OVA          | SynergySP                                 |
| The Chocolate Panic Picture Show (eine Folge)                                                | ザ・チョコレートパニック・ピクチャーショー                                                                                              | 1985 als OVA          |                                           |
| Chocolate Underground (13 Folgen)                                                            | チョコレート・アンダーグラウンド | 2008 als Web-Anime    | Production I.G, Trans Arts Co.            |
| Chocotto Sister (24 Folgen)                                                                  | ちょこッとSister | 2006 als Fernsehserie | Nomad                                     |
| Chogattai Majutsu Robot Ginguiser (26 Folgen)                                                | 超合体魔術ロボ ギンガイザー, Ginguiser                                                                                                  | 1977 als Fernsehserie | Nippon Animation                          |
| Choisuji (2 Folgen)                                                                          | ちょいすじ | 2007 als OVA          | Animac                                    |
| Chōjigen Game Neptune: The Animation (12 Folgen)                                             | 超次元ゲイム ネプテューヌ THE ANIMATION                                                                                                 | 2013 als Fernsehserie | David Production                          |
| Chōjikū Romanesque Samy - Missing 99 (eine Folge)                                            | 超時空ロマネスクSAMY（サミー） ミッシング・99                                                                                           | 1986 als OVA          |                                           |
| Chōjin Densetsu Urotsukidōji (3 Folgen)                                                      | 超神伝説うろつき童子, Legend of the Overfiend                                                                                           | 1987 als OVA          | West Cape Productions                     |
| ↳ Shin Chōjin Densetsu Urotsukidōji: Mataiden (2 Folgen)                                     | 真・超神伝説うろつき童子 魔胎伝, Urotsukidōji II: Legend of the Demon Womb                                                              | 1990 als OVA          |                                           |
| ↳ Chōjin Densetsu Urotsukidōji: Mirai-hen (4 Folgen)                                         | 超神伝説うろつき童子 未来篇, Urotsukidōji II: Legend of the Demon Womb                                                                  | 1992 als OVA          |                                           |
| ↳ Chōjin Densetsu Urotsukidōji: Hōrō-hen (3 Folgen)                                          | 超神伝説うろつき童子 放浪篇, Urotsukidōji IV: Inferno Road                                                                              | 1993 als OVA          |                                           |
| ↳ Chōjin Densetsu Urotsukidōji: Kanketsu-hen (3 Folgen)                                      | 超神伝説うろつき童子 完結篇, Urotsukidōji: Kanketsu-hen                                                                                 | 1996 als OVA          |                                           |
| ↳ Urotsukidoji: New Saga (3 Folgen)                                                          | The Urotsuki | 2002 als OVA          | Phoenix Animation                         |
| Chōjin Gakuen Gowkaiser (eine Folge)                                                         | 超人学園ゴウカイザー | 1996 als OVA          | J.C.Staff                                 |
| Chōjin Locke                                                                                 | 超人ロック, Locke the Superman, Space Warriors                                                                                          | 1984 als Film         | Nippon Animation                          |
| ↳ Chōjin Locke: Lord Leon (3 Folgen)                                                         | 超人ロック ロードレオン, Space Warriors                                                                                                 | 1989 als OVA          | Nippon Animation                          |
| ↳ Chōjin Locke: Shin Sekai Sentai (2 Folgen)                                                 | 超人ロック: 新世界戦隊, Locke the Superman: New World Battle Team                                                                       | 1991 als OVA          | Nippon Animation                          |
| ↳ Chōjin Locke: Mirror Ring (eine Folge)                                                     | 超人ロック～ミラーリング～, Locke the Superman: Mirror Ring                                                                             | 2000 als OVA          | Sido Limited                              |
| Chōjin Sentai Barattack (31 Folgen)                                                          | 超人戦隊バラタック, Balatack | 1977 als Fernsehserie | Oh! Production, Oh! Production            |
| The Chojo (eine Folge)                                                                       | ザ・超女, Maris the Chojo | 1986 als OVA          | Victor Entertainment                      |
| Chōjū Densetsu Gestalt (2 Folgen)                                                            | 超獣伝説ゲシュタルト, Chōjū Kishin Geshutaruto, Gestalt                                                                                 | 1997 als OVA          |                                           |
| Chōjū Kishin Dancougar (38 Folgen)                                                           | 超獣機神ダンクーガ, Chōjū Kishin Dankūga, Dancougar - Super Beast Machine God                                                           | 1985 als Fernsehserie | Asatsu, Ashi Production                   |
| ↳ Chōjū Kishin Dancougar: Ushinawareta Monotachi e no Requiem (eine Folge)                   | 超獣機神ダンクーガ 失われた者たちへの鎮魂歌, Chōjū Kishin Dankūga: Ushinawareta Monotachi e no Rekuiemu, Dancougar: Requiem for Victims | 1986 als OVA          | Ashi Production                           |
| ↳ Chōjū Kishin Dancougar: God Bless Dancougar (eine Folge)                                   | 超獣機神ダンクーガ ゴッド・ブレス・ダンクーガ, Chōjū Kishin Dankūga: Goddo Buresu Dankūga, God Bless Dancougar                          | 1987 als OVA          | Ashi Production                           |
| ↳ Chōjū Kishin Dancougar: Hakunetsu no Shūshō (4 Folgen)                                     | 超獣機神ダンクーガ 白熱の終章, Chōjū Kishin Dankūga: Hakunetsu no Shūshō, Super Bestial Machine God Dancougar: Blazing Epilogue         | 1988 als OVA          | Ashi Production                           |
| ↳ Jūsō Kikō Dancougar Nova (12 Folgen)                                                       | 獣装機攻 ダンクーガ ノヴァ, Jūsō Kikō Dankūga Nova, Dancouga Nova                                                                       | 2007 als Fernsehserie | Ashi Production                           |
| Chōjūshin Gravion (13 Folgen)                                                                | 超重神グラヴィオン, Chōjūshin Guravion, Gravion, Super Heavy God Gravion                                                                | 2002 als Fernsehserie | Gonzo                                     |
| ↳ Chōjūshin Gravion Zwei (12 Folgen)                                                         | 超重神グラヴィオンツヴァイ, Chōjūshin Guravion Tsuvai, Gravion Zwei, Super Heavy God Gravion Zwei                                       | 2004 als Fernsehserie | Gonzo                                     |
| Chōkō Sennin Haruka (3 Folgen)                                                               | 超昂閃忍ハルカ, Beat Blades Haruka | 2009 als OVA          | Lyricc                                    |
| Chōnōryoku Shōjo Barabanba (eine Folge)                                                      | 超能力少女 バラバンバ | 1985 als OVA          |                                           |
| Chōon Senshi Borgman (35 Folgen)                                                             | 超音戦士ボーグマン, Sonic Soldier Borgman                                                                                               | 1988 als Fernsehserie | Ashi Production                           |
| ↳ The Borgman: Last Battle                                                                   | ザ・ボーグマン ラストバトル, Sonic Soldier Borgman: Last Battle                                                                         | 1989 als Film         |                                           |
| ↳ Chōon Senshi Borgman: Lovers Rain                                                          | 超音戦士ボーグマン LOVER'S RAIN, Sonic Soldier Borgman: Lover's Rain                                                                    | 1990 als Film         | Ashi Production                           |
| ↳ Chōon Senshi Borgman 2 - Shin Seiki 2058 (3 Folgen)                                        | 超音戦士ボーグマン２ 新世紀２０５８, Sonic Soldier Borgman 2 - A New Century 2058                                                       | 1993 als OVA          | Ashi Production                           |
| Choppy und die Prinzessin (52 Folgen)                                                        | リボンの騎士, Ribbon no Kishi, Princess Knight                                                                                          | 1967 als Fernsehserie | Mushi Production                          |
| ↳ Ribon no Kishi                                                                             | リボンの騎士, Princess Knight | 1994 als Film         |                                           |
| Choriki Robo Galatt (25 Folgen)                                                              | 超力ロボガラット, Super Robot Galatt | 1984 als Fernsehserie | Sunrise                                   |
| Choro Q Dougram                                                                              | チョロＱダグラム | 1983 als Kurzfilm     | A.P.U Studio                              |
| Chōshin Hime Dangaizer 3 (4 Folgen)                                                          | 超神姫ダンガイザー３, Dangaizer 3 | 1999 als OVA          | Chaos Project                             |
| Chosoku Spinner (22 Folgen)                                                                  | 超速スピナー, Super Sonic Spinners | 1998 als Fernsehserie | Xebec                                     |
| Chōyaku Hyakunin Isshu: Uta Koi. (13 Folgen)                                                 | 超訳百人一首 うた恋い。, Utakoi | 2012 als Fernsehserie | TYO Animations                            |
| Chrome Shelled Regios (24 Folgen)                                                            | 鋼殻のレギオス, Kōkaku no Regios | 2009 als Fernsehserie | Zexcs                                     |
| Die Chroniken von Erdsee                                                                     | ゲド戦記, Gedo Senki | 2006 als Film         | Studio Ghibli                             |
| Chrono Crusade (24 Folgen)                                                                   | クロノクルセイド, Kurono Kuruseido, Chrno Crusade                                                                                       | 2003 als Fernsehserie | Gonzo                                     |
| Chronos Ruler (13 Folgen)                                                                    | 時間の支配者, Jikan no Shihaisha | 2017 als Fernsehserie | Project No. 9                             |
| Chū-Bra!! (12 Folgen)                                                                        | ちゅーぶら!!, Chū Bura!! | 2010 als Fernsehserie | Zexcs                                     |
| Chu 2 (eine Folge)                                                                           | ちゅっ2 | 1997 als OVA          | Beam Entertainment                        |
| Chu-high Lemon LOVE 30S (eine Folge)                                                         | 酎ハイれもん LOVE30S, Lemon Cocktail - Love 30 S                                                                                        | 1985 als OVA          |                                           |
| Chuck, der schlaue Biber (26 Folgen)                                                         | ドンチャック物語, Don Chuck Monogatari                                                                                                  | 1975 als Fernsehserie | Knack                                     |
| ↳ Chuck, der schlaue Biber (73 Folgen)                                                       | 新 ドンチャック物語, Shin Don Chuck Monogatari                                                                                          | 1976 als Fernsehserie | Knack                                     |
| Chūka Ichiban! (52 Folgen)                                                                   | 中華一番!, Cooking Master Boy | 1997 als Fernsehserie | Nippon Animation, Studio Pierrot          |
| Chūmon no Ōi Ryōriten                                                                        | 注文の多い料理店, A Well-Ordered Restaurant                                                                                             | 1991 als Film         |                                           |
| Cinderella Boy (13 Folgen)                                                                   | シンデレラボーイ | 2003 als Fernsehserie |                                           |
| Cinderella Express (eine Folge)                                                              | シンデレラ エクスプレス | 1989 als OVA          |                                           |
| Cinderella Monogatari (26 Folgen)                                                            | シンデレラ物語 | 1996 als Fernsehserie | Tatsunoko Production                      |
| Cinnamon the Movie                                                                           | シナモン the Movie | 2007 als Film         | Madhouse                                  |
| Cipher The Video (eine Folge)                                                                | CIPHER THE VIDEO | 1989 als OVA          | Magic Bus                                 |
| Circlet Princess (? Folgen)                                                                  | サークレット・プリンセス, Sākuretto Purinsesu                                                                                           | 2019 als Fernsehserie | Silver Link                               |
| Circuit Angel Ketsui no Starting Grid (eine Folge)                                           | サーキットエンジェル 決意のスターティング・グリット                                                                                     | 1987 als OVA          | Studio Unicorn                            |
| Circuit no Ōkami II: Modena no Tsurugi (eine Folge)                                          | サーキットの狼Ⅱ モデナの剣 | 1990 als OVA          | Gainax                                    |
| Citrus (12 Folgen)                                                                           | citrus | 2018 als Fernsehserie | Passione                                  |
| City Hunter (51 Folgen)                                                                      | シティーハンター | 1987 als Fernsehserie | Sunrise                                   |
| ↳ City Hunter 2 (63 Folgen)                                                                  | シティーハンター2 | 1988 als Fernsehserie | Sunrise                                   |
| ↳ City Hunter 3 (13 Folgen)                                                                  | シティーハンター3 | 1989 als Fernsehserie | Sunrise                                   |
| ↳ City Hunter ’91 (13 Folgen)                                                                | シティーハンター'91 | 1991 als Fernsehserie | Sunrise                                   |
| ↳ City Hunter: Ai to Shukumei no Magnum                                                      | シティーハンター 愛と宿命のマグナム, City Hunter: .357 Magnum                                                                           | 1989 als Film         | Sunrise                                   |
| ↳ City Hunter: Bay City Wars (eine Folge)                                                    | シティーハンター ベイシティウォーズ | 1990 als OVA          | Sunrise                                   |
| ↳ City Hunter: Hyakuman Dollar no Imbō (eine Folge)                                          | シティーハンター 百万ドルの陰謀, City Hunter: Million Dollar Conspiracy                                                                 | 1990 als OVA          | Sunrise                                   |
| ↳ City Hunter: The Secret Service (eine Folge)                                               | シティーハンター ザ・シークレット・サービス                                                                                             | 1996 als Special      | Sunrise                                   |
| ↳ City Hunter: Good-bye My Sweetheart (eine Folge)                                           | シティーハンター グッド・バイ・マイ・スイート・ハート                                                                                   | 1997 als Special      | Sunrise                                   |
| ↳ City Hunter: Kinkyū Namachūkei!? Kyōakuhan Saeba Ryō no Saigo (eine Folge)                 | シティーハンター 緊急生中継!? 凶悪犯冴羽獠の最期, City Hunter: Death of the Vicious Criminal Ryo Saeba                                  | 1999 als Special      | Sunrise                                   |
| City Nocturne                                                                                | シティノクターン | 1979 als Film         |                                           |
| CLAMP Gakuen Tanteidan (26 Folgen)                                                           | CLAMP学園探偵団, Clamp School Detectives                                                                                                | 1997 als Fernsehserie | Studio Pierrot                            |
| CLAMP in Wonderland (eine Folge)                                                             | | 1994 als OVA          | Animate                                   |
| ↳ CLAMP in Wonderland 2 (eine Folge)                                                         | | 2007 als OVA          | Madhouse                                  |
| Clannad (24 Folgen)                                                                          | CLANNAD -クラナド-, Kuranado | 2007 als Fernsehserie | Kyōto Animation                           |
| ↳ Clannad                                                                                    | CLANNAD | 2007 als Film         | Tōei Animation                            |
| ↳ Clannad After Story (24 Folgen)                                                            | CLANNAD 〜AFTER STORY〜 | 2008 als Fernsehserie | Kyōto Animation                           |
| ↳ Clannad – After Story: Mō Hitotsu no Sekai Kyō-hen (eine Folge)                            | CLANNAD 〜AFTER STORY〜 もうひとつの世界 杏編                                                                                           | 2009 als OVA          | Kyōto Animation                           |
| Classicaloid (25 Folgen)                                                                     | クラシカロイド, Kurashikaroido | 2016 als Fernsehserie | Sunrise                                   |
| ↳ Classicaloid (25 Folgen)                                                                   | クラシカロイド, Kurashikaroido | 2017 als Fernsehserie | Sunrise                                   |
| Classmate no Okaasan (2 Folgen)                                                              | クラスメイトのお母さん, My Classmate's Mother                                                                                           | 2007 als OVA          | Y.O.U.C.                                  |
| Classroom Crisis (12 Folgen)                                                                 | Classroom☆Crisis | 2015 als Fernsehserie | Lay-duce                                  |
| Claymore (26 Folgen)                                                                         | クレイモア, Kureimoa | 2007 als Fernsehserie | Madhouse                                  |
| Clean Freak! Aoyama-kun (12 Folgen)                                                          | 潔癖男子! 青山くん, Keppeki Danshi! Aoyama-kun                                                                                          | 2017 als Fernsehserie | Studio Hibari                             |
| Cleopatra und die tollen Römer                                                               | クレオパトラ, Cleopatra, Queen of Sex                                                                                                   | 1970 als Film         | Mushi Production                          |
| Cleopatra DC (3 Folgen)                                                                      | クレオパトラＤ．Ｃ． | 1989 als OVA          | J.C.Staff                                 |
| Clockwork Planet (12 Folgen)                                                                 | クロックワーク・プラネット, Kurokkuwāku Puranetto                                                                                       | 2017 als Fernsehserie | Xebec                                     |
| Clover (eine Folge)                                                                          | | 1999 als Special      | Madhouse                                  |
| Cluster Edge (25 Folgen)                                                                     | クラスターエッジ | 2005 als Fernsehserie | Sunrise                                   |
| ↳ Cluster Edge (3 Folgen)                                                                    | クラスターエッジ, Cluster Edge - Secret Episode                                                                                         | 2006 als OVA          | Sunrise                                   |
| The Cockpit (3 Folgen)                                                                       | ザ・コクピット, Za Kokupitto | 1993 als OVA          | Madhouse                                  |
| Code Geass – Hangyaku no Lelouch (25 Folgen)                                                 | コードギアス 反逆のルルーシュ, Kōdo Giasu – Hangyaku no Rurūshu, Code Geass – Lelouch of the Rebellion                                  | 2006 als Fernsehserie | Sunrise                                   |
| ↳ Code Geass – Hangyaku no Lelouch R2 (25 Folgen)                                            | コードギアス 反逆のルルーシュ R2, Kōdo Giasu – Hangyaku no Rurūshu R2, Code Geass – Lelouch of the Rebellion R2                         | 2008 als Fernsehserie | Sunrise                                   |
| ↳ Code Geass Hangyaku no Lelouch: Nunnally in Wonderland (eine Folge)                        | コードギアス 反逆のルルーシュ ナナリーinワンダーランド, Code Geass: Lelouch of the Rebellion - Nunnally in Wonderland                   | 2012 als OVA          | Sunrise                                   |
| ↳ Code Geass: Akito the Exiled (5 Folgen)                                                    | コードギアス 亡国のアキト, Code Geass: Bōkoku no Akito                                                                                  | 2012 als OVA          | Sunrise                                   |
| Code-E (12 Folgen)                                                                           | こみっくパーティー | 2007 als Fernsehserie | Studio Deen                               |
| ↳ Mission-E (12 Folgen)                                                                      | こみっくパーティー | 2008 als Fernsehserie | Studio Deen                               |
| Code:Breaker (13 Folgen)                                                                     | コードブレイカ― | 2012 als Fernsehserie | Kinema Citrus                             |
| Code:Realize (12 Folgen)                                                                     | Code：Realize ～創世の姫君～, Code:Realize – Sōsei no Himegimi                                                                          | 2017 als Fernsehserie | M.S.C                                     |
| Coicent (eine Folge)                                                                         | コイセント, Koisento | 2010 als OVA          | Sunrise                                   |
| Colorful (16 Folgen)                                                                         | カラフル | 1999 als OVA          | Triangle Staff                            |
| Colorful                                                                                     | カラフル | 2010 als Film         | Ascension, Sunrise                        |
| Comet Lucifer (12 Folgen)                                                                    | コメット・ルシファー, Kometto Rushifā                                                                                                   | 2015 als Fernsehserie | Eight Bit                                 |
| Comet-san (43 Folgen)                                                                        | コメットさん, Cosmic Baton Girl Comet-san                                                                                               | 2001 als Fernsehserie | Nippon Animation                          |
| Comic Girls (12 Folgen)                                                                      | こみっくがーるず, Komikku Gāruzu | 2018 als Fernsehserie | Nexus                                     |
| Comic Party (13 Folgen)                                                                      | こみっくパーティー, Komikku Pātī, ComiPa                                                                                                | 2001 als Fernsehserie | OLM                                       |
| ↳ Comic Party Special (4 Folgen)                                                             | | 2001 als Special      | OLM                                       |
| ↳ Comic Party Revolution (4 Folgen)                                                          | こみっくパーティーRevolution, Komikku Pātī Revolution                                                                                   | 2003 als OVA          | Chaos Project                             |
| ↳ Comic Party Revolution (13 Folgen)                                                         | こみっくパーティーRevolution, Komikku Pātī Revolution                                                                                   | 2005 als Fernsehserie | Chaos Project, Radix                      |
| Compiler (3 Folgen)                                                                          | | 1994 als OVA          | Studio Fantasia                           |
| ↳ Compiler Festa (eine Folge)                                                                | | 1995 als OVA          | Studio Fantasia                           |
| Conception (12 Folgen)                                                                       | CONCEPTION | 2018 als Fernsehserie | Gonzo                                     |
| Concrete Revolutio – Chōjin Gensō (13 Folgen)                                                | コンクリート・レボルティオ〜超人幻想〜, Konkurīto Reborutio – Chōjin Gensō                                                              | 2015 als Fernsehserie | Bones                                     |
| Concrete Revolutio – Chōjin Gensō: The Last Song (11 Folgen)                                 | コンクリート・レボルティオ〜超人幻想〜 THE LAST SONG, Konkurīto Reborutio – Chōjin Gensō: The Last Song                                 | 2016 als Fernsehserie | Bones                                     |
| Conpora Kid (26 Folgen)                                                                      | コンポラキッド, Modern Kids | 1985 als Fernsehserie | Tōei Animation                            |
| Convenience Store Boy Friends (12 Folgen)                                                    | コンビニカレシ, Konbini Kareshi | 2017 als Fernsehserie | Studio Pierrot                            |
| Coo – Der Dino aus dem Meer                                                                  | 遠い海から来たCOO, Tōi Umi kara Kita Coo                                                                                                | 1993 als Film         | Tōei Animation                            |
| Cookin’ Idol Ai! Mai! Main! (155 Folgen)                                                     | クッキンアイドル アイ！マイ！まいん！                                                                                                   | 2009 als Fernsehserie | NAS, Studio Deen                          |
| Cooking Papa (151 Folgen)                                                                    | クッキングパパ | 1992 als Fernsehserie | Eiken                                     |
| Cool Cool Bye (eine Folge)                                                                   | クール・クール・パイ | 1986 als OVA          | Pony Canyon                               |
| Cool Devices (11 Folgen)                                                                     | クール・ディバイシス, Kūru Dibaishisu                                                                                                   | 1995 als OVA          | Green Bunny                               |
| Copihan (7 Folgen)                                                                           | こぴはん | 2011 als Web-Anime    | Gonzo                                     |
| Coppelion (13 Folgen)                                                                        | COPPELION | 2013 als Fernsehserie | GoHands                                   |
| Coral no Tanken (50 Folgen)                                                                  | コラルの探検, Koraru no tanken | 1979 als Fernsehserie | Tatsunoko Production                      |
| Corrector Yui (52 Folgen)                                                                    | コレクターユイ | 1999 als Fernsehserie | Nippon Animation                          |
| Cosmic Fantasy (eine Folge)                                                                  | コズミック・ファンタジー 銀河女豹の罠                                                                                                   | 1994 als OVA          |                                           |
| Cosmo Police Justy (eine Folge)                                                              | ＣＯＳＭＯ ＰＯＬＩＣＥ ジャスティ | 1985 als OVA          | Studio Pierrot                            |
| Cosmos Pink Shock (eine Folge)                                                               | コスモスピンクショック | 1986 als OVA          | AIC                                       |
| Cosmowarrior Zero                                                                            | コスモウォーリアー零, Cosmo Warrior Zero                                                                                                | 2001 als Film         | Vega Entertainment                        |
| ↳ Cosmo Warrior Zero Gaiden                                                                  | Young Harlock o Oe! Cosmowarrior Zero Gaiden                                                                                            | 2001 als Film         |                                           |
| Cosplay Complex (3 Folgen)                                                                   | こすぷれCOMPLEX, こすぷれコンプレックス                                                                                                 | 2002 als OVA          | TNK                                       |
| Cosplay Roshutsu Kenkyūkai (eine Folge)                                                      | コスプレ露出研究会 | 2011 als OVA          | MediaBank                                 |
| Cowboy Bebop (26 Folgen)                                                                     | カウボーイビバップ | 1998 als Fernsehserie | Sunrise                                   |
| ↳ Cowboy Bebop                                                                               | カウボーイビバップ天国の扉, Cowboy Bebop – Tengoku no Tobira                                                                            | 2001 als Film         | Bones                                     |
| Coyote Ragtime Show (12 Folgen)                                                              | コヨーテ ラグタイムショー, Koyōte Ragutaimushō                                                                                          | 2006 als Fernsehserie | Ufotable                                  |
| Cream Lemon                                                                                  | |                       |                                           |
| ↳ Cream Lemon Part 4: POP CHASER (eine Folge)                                                | くりいむレモンPART4 「POP チェイサー」                                                                                                  | 1985 als OVA          | Fairy Dust                                |
| ↳ Tabidachi - Ami Shusho                                                                     | 旅立ち -亜美・終章-, Cream Lemon - Ami's Journey                                                                                        | 1986 als Film         |                                           |
| ↳ Cream Lemon Climax - Ninki Manga-ga Zenshu (eine Folge)                                    | くりいむレモン クライマックス人気マンガ家全集                                                                                           | 1990 als OVA          |                                           |
| ↳ Aoi Sei - Angie & Rose (eine Folge)                                                        | 青い性～アンジェロ＆ローズ～ | 1992 als OVA          | Fairy Dust, Studio Soft                   |
| ↳ Cream Lemon: New Generation (4 Folgen)                                                     | くりぃむレモン ニュージェネレーション                                                                                                   | 2006 als OVA          | Fairy Dust                                |
| Crimson Girls: Chikan Shihai (eine Folge)                                                    | クリムゾンガールズ～痴漢支配～ | 2012 als OVA          |                                           |
| ↳ Crush Gear Nitro (52 Folgen)                                                               | クラッシュギアNitro | 2003 als Fernsehserie | Sunrise                                   |
| Croquette! (52 Folgen)                                                                       | コロッケ！ | 2003 als Fernsehserie | OLM                                       |
| Cross Ange: Rondo of Angels and Dragons (25 Folgen)                                          | クロスアンジュ 天使と竜の輪舞, Kurosu Anju: Tenshi to Ryū no Rondo, Cross Ange: Tenshi to Ryū no Rondo                                  | 2014 als Fernsehserie | Sunrise                                   |
| Cross Game (50 Folgen)                                                                       | クロスゲーム | 2009 als Fernsehserie | SynergySP                                 |
| Crossing Time (12 Folgen)                                                                    | 踏切時間, Fumikiri Jikan | 2018 als Fernsehserie | Ekachi Epilka                             |
| Crush Gear Turbo (68 Folgen)                                                                 | 激闘!クラッシュギアTURBO, Gekito! Crush Gear Turbo                                                                                      | 2001 als Fernsehserie | Sunrise                                   |
| ↳ Gekito! Crush Gear Turbo                                                                   | 激闘!クラッシュギアTURBO | 2002 als Film         |                                           |
| ↳ Crush Gear Nitro (52 Folgen)                                                               | クラッシュギアNitro | 2003 als Fernsehserie | Sunrise                                   |
| Crusher Joe                                                                                  | クラッシャージョウ | 1983 als Film         | Studio Nue, Sunrise, VAP                  |
| ↳ Crusher Joe OVA (2 Folgen)                                                                 | クラッシャージョウ OVA | 1989 als OVA          | Studio Nue, Sunrise, VAP                  |
| Crying Freeman (6 Folgen)                                                                    | Cryingフリーマン | 1988 als OVA          | Tōei Animation                            |
| Crystal Blaze (12 Folgen)                                                                    | クリスタル ブレイズ, Kurisutaru Bureizu                                                                                                 | 2008 als Fernsehserie | Studio Fantasia                           |
| Cubitus (52 Folgen)                                                                          | どんどんとドメルロン, Don-Don Domel to Ron                                                                                              | 1988 als Fernsehserie | Telescreen Japan                          |
| Custom Slave (eine Folge)                                                                    | カスタム奴隷 ～小夜子の章～ | 2002 als OVA          |                                           |
| Cuticle Tantei Inaba (12 Folgen)                                                             | キューティクル探偵因幡, Kyūtikuru Tantei Inaba                                                                                          | 2013 als Fernsehserie | Zexcs                                     |
| Cutie Honey (25 Folgen)                                                                      | キューティーハニー, Kyūtī Hanī, Cutey Honey                                                                                             | 1973 als Fernsehserie | Tōei Animation                            |
| ↳ Shin Cutie Honey (8 Folgen)                                                                | 新・キューティーハニー, Shin Kyūtī Hanī                                                                                                 | 1994 als OVA          | Tōei Animation                            |
| ↳ Cutie Honey F (39 Folgen)                                                                  | キューティーハニーＦ, Kyūtī Hanī F, Cutey Honey Flash                                                                                   | 1997 als Fernsehserie | Tōei Animation                            |
| ↳ Cutie Honey F                                                                              | キューティーハニーＦ, Kyūtī Hanī F, Cutey Honey Flash                                                                                   | 1997 als Film         | Tōei Animation                            |
| ↳ Re: Cutie Honey (3 Folgen)                                                                 | Re:キューティーハニー | 2004 als OVA          | Tōei Animation, Gainax                    |
| ↳ Cutie Honey Universe (12 Folgen)                                                           | Cutie Honey Universe | 2018 als Fernsehserie | Production Reed                           |
| Cyber City Oedo 808 (3 Folgen)                                                               | 電脳都市OEDO808, Saibā Shiti Ō-Edo Hachi-Maru-Hachi                                                                                     | 1990 als OVA          | Madhouse                                  |
| Cyberpunk: Edgerunners (10 Folgen)                                                           | サイバーパンク エッジランナーズ, | 2022 als Fernsehserie | Trigger                                   |
| Cybersix (13 Folgen)                                                                         | サイバーシックス | 1999 als Fernsehserie | Tokyo Movie Shinsha                       |
| Cyborg 009                                                                                   | |                       |                                           |
| ↳ Cyborg 009                                                                                 | サイボーグ009, Saibōgu 009 | 1966 als Film         | Tōei Animation                            |
| ↳ Cyborg 009 Kaishū Sensō                                                                    | サイボーグ009 怪獣戦争 | 1967 als Film         | Tōei Animation                            |
| ↳ Raumstation Cyborg 009                                                                     | サイボーグ009・超銀河伝説, Cyborg 009 Gekijōban: Chō Ginga Sensetsu                                                                     | 1980 als Film         | Tōei Animation                            |
| ↳ Cyborg 009 (26 Folgen)                                                                     | サイボーグ009, Saibōgu 009 | 1968 als Fernsehserie | Tōei Animation                            |
| ↳ Cyborg 009 (50 Folgen)                                                                     | サイボーグ009, Saibōgu 009 | 1979 als Fernsehserie | Sunrise, Tōei Animation                   |
| ↳ Cyborg Soldier 009 (52 Folgen)                                                             | | 2001 als Fernsehserie | avex mode, Japan Vistec                   |
| ↳ 009 Re:Cyborg                                                                              | | 2012 als Film         | Production I.G, Sanzigen Animation Studio |
| Cyborg Kuro-chan (66 Folgen)                                                                 | サイボーグクロちゃん | 1999 als Fernsehserie | studio bogey                              |
| Cybot Robotchi (39 Folgen)                                                                   | サイボットロボッチ, Robby the Rascal | 1982 als Fernsehserie | Knack Productions                         |
| Cynical Hysterie Hour: Trip Coaster                                                          | シニカル・ヒステリー・アワー トリップ・コースター                                                                                       | 1988 als Kurzfilm     |                                           |
| ↳ Cynical Hysterie Hour: Henshin!                                                            | シニカル・ヒステリー・アワー へんしん！, Cynical Hysterie Hour: Ch Ch Ch Change                                                         | 1989 als Kurzfilm     | Studio Gallop                             |
| ↳ Cynical Hysterie Hour: Yoru wa Tanoshii                                                    | シニカル・ヒステリー・アワー 夜は楽しい, Cynical Hysterie Hour: Through the Night                                                       | 1989 als Kurzfilm     | Studio Gallop                             |
| ↳ Cynical Hysterie Hour: Utakata no Uta                                                      | シニカル・ヒステリー・アワー うたかたのうた                                                                                             | 1989 als Kurzfilm     | Studio Gallop                             |